# Akaki (Chipre)

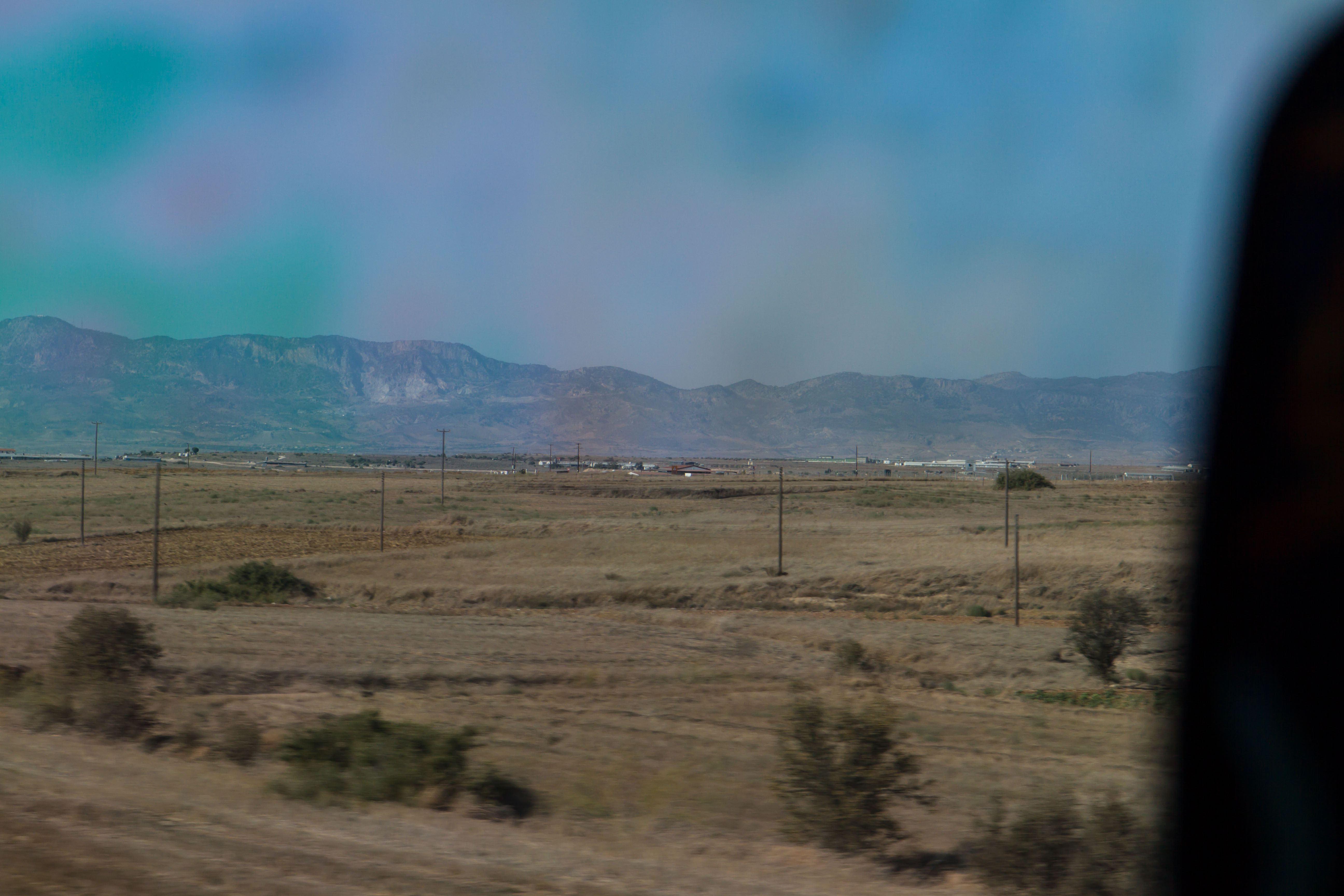
Riga Feraiu

Akaki o Akaça es un pueblo en el distrito de Nicosia, a 14 kilómetros al oeste de la capital de Chipre, Nicosia y a cuatro al este de Peristerona. Los grecochipriotas llaman al pueblo Akaki y los turcochipriotas, Akaça (Akacha).

## Historia
El pueblo tuvo una población mixta de grecochipriotas y turcochipriotas. En el censo otomano de 1831, los cristianos (grecochipriotas) eran 116 y los turcochipriotas 49. En 1891 el porcentaje de grecochipriotas aumentó a 87%. Los datos del censo de 1960 indicaron que el porcentaje de grecochipriotas de la aldea se había elevado al 90%.
Durante los años 1930 y 1940, algunas familias turcochipriotas procedentes de pueblos como Avlona o Menigo se establecieron en Akaki o Akaça pero fueron desplazadas a asentamientos turcochipriotas como Lefka o Lefke, Kazivera o Gaziveren, Angolemi o Taspinar y Ortaköy.

## Población
Akaki o Akaça está habitada por habitantes grecochipriotas originales y desplazados desde el norte. Desde 1974 arribaron muchos desplazados grecochipriotas, provenientes, principalmente, de la zona Morphou, a quienes se les asignó la mayoría de las casas turcas vacías. 
El censo de 2001 contabilizó 2675 habitantes.